# Nopoiulus religiosus
Nopoiulus religiosus är en mångfotingart som beskrevs av Filippo Silvestri 1903. Nopoiulus religiosus ingår i släktet Nopoiulus och familjen pärlbandsfotingar. Inga underarter finns listade i Catalogue of Life.